# Рагби 15 репрезентација Парагваја
Рагби јунион репрезентација Парагваја је рагби јунион тим који представља Парагвај у овом екипном спорту. Рагби се у Парагвају почео играти тридесетих година 20. века. Најтежи пораз Парагвај је доживео 2002. када их је Рагби јунион репрезентација Аргентине демолирала са 152-0. Највећу победу Парагвај је остварио против Венецуеле 2005. било је 94-7. Најбољи поентер у историји репрезентације Парагваја је Клаудио Нињо.

## Тренутни састав
Мартин Ортиз
Виктор Боведа
Алваро Ројас
Луис Ноцеда
Карлос Бареиро
Ејмар Бризуел
Хуго Чавез
Диего Арнана
Родриго Љамосас - капитен
Џерард Катиер
Фабризио Да Роза
Мануел Кареага
Гонзало Бареира
Феликс Зарате
Хуан Гомез
Ариел Лопез
Андрес Насер
Хуан Гавиган
Родни Фиоре